# Magazzino automatico

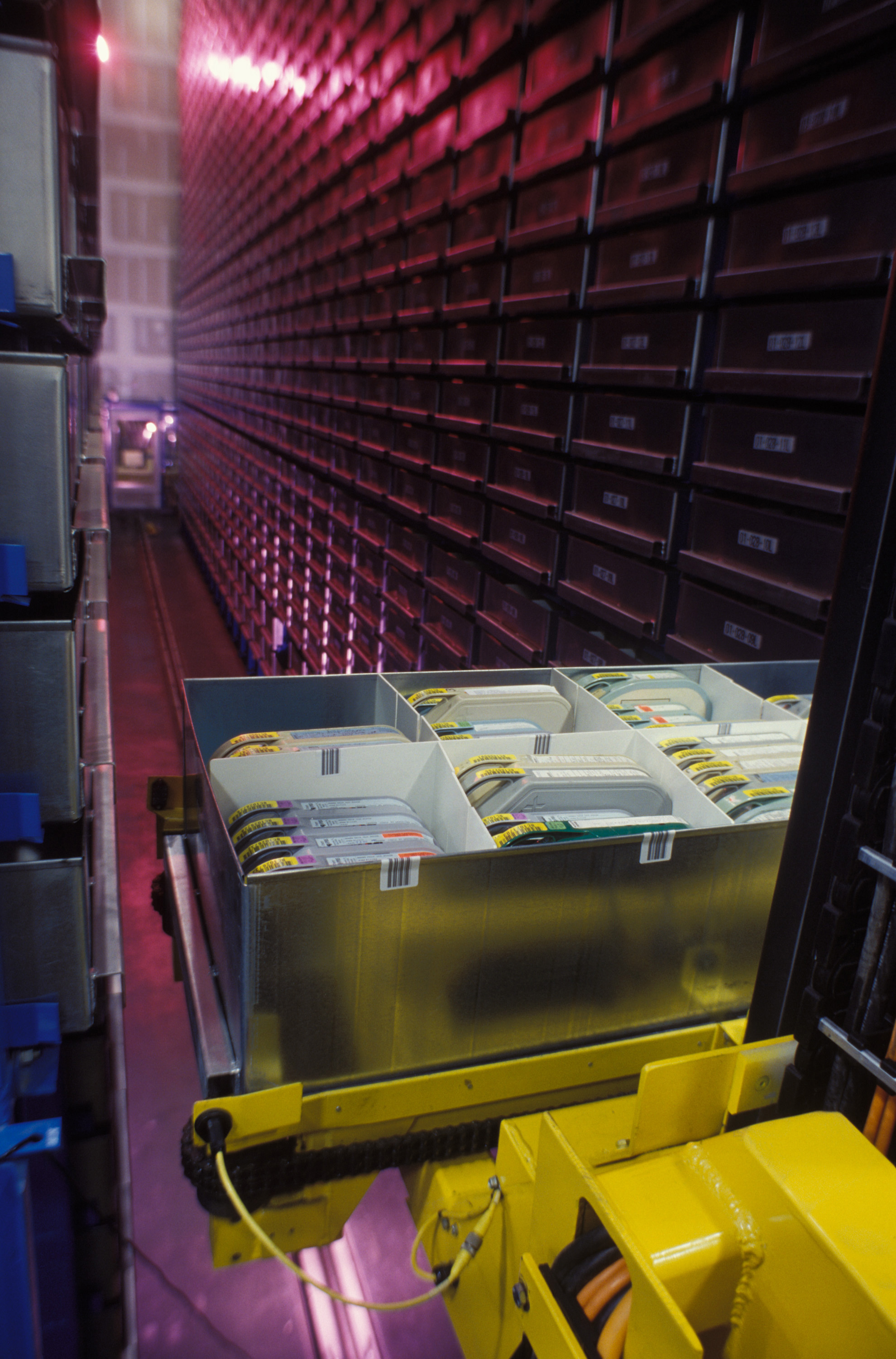
Magazzino automatico al Defense Media Activity (DMA) del Dipartimento della difesa degli Stati Uniti d'America

Un magazzino automatico è un impianto automatizzato preposto allo stoccaggio delle merci.

## Componenti

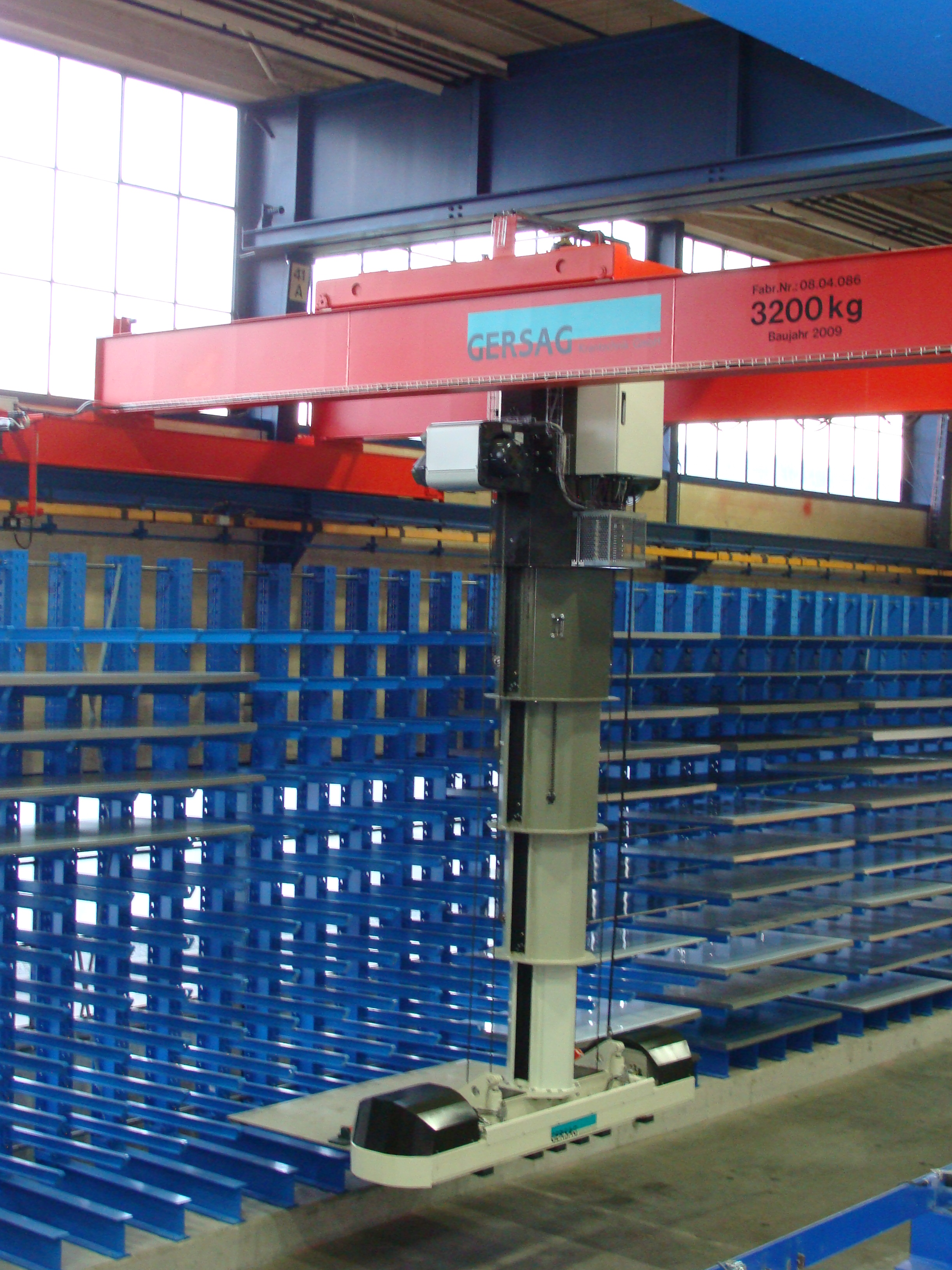
Trasloelevatore

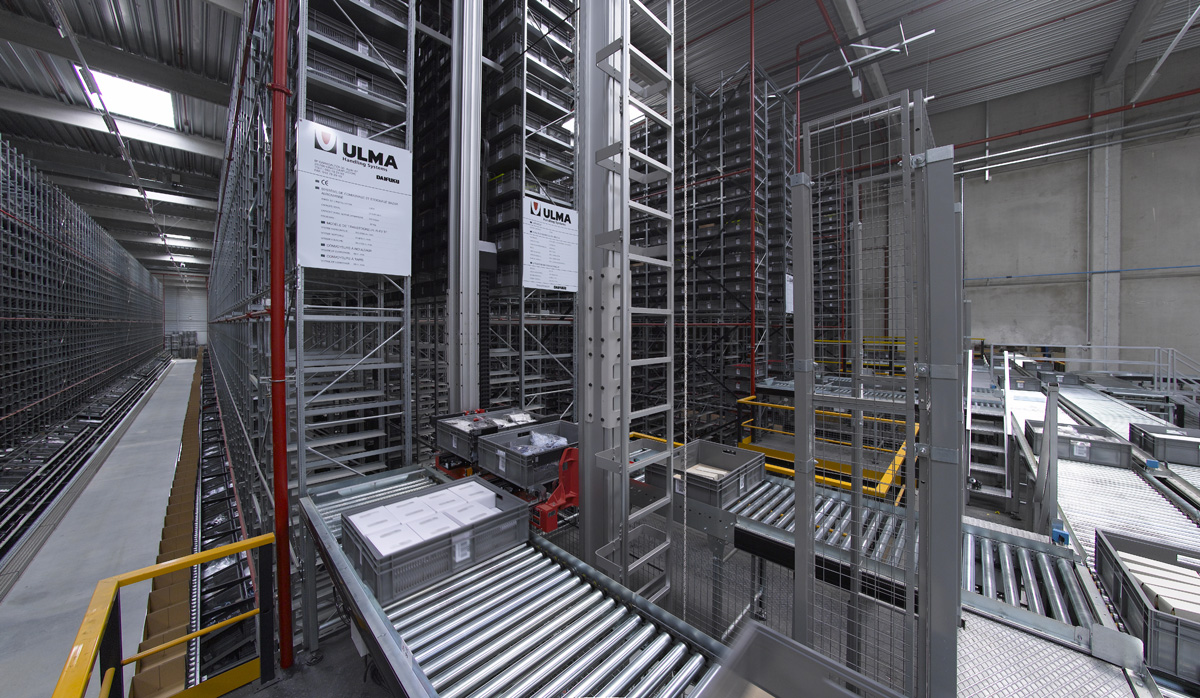
Magazzino automatico con trasloelevatore miniload

L'impianto tipico si compone delle seguenti parti: il trasloelevatore, la scaffalatura, la testata (detta anche handling), ovvero l'insieme di trasportatori automatici, incroci rulli/catene, ralle, navette, controlli di sagoma atti ad inserire ed estrarre le UDC (unità di carico) dal sistema, l'"elettronica", ovvero il quadro elettrico a terra contenente il computer con il software FMCS (flow material control system) attraverso il quale vengono impartite ed eseguite le liste di operazioni di IN e OUT portate ai quadri a bordo macchine per mezzo di PLC.
Il trasloelevatore è sostanzialmente un robot a tre assi che si muove vincolato ad una rotaia a terra (tipicamente di tipo ferroviario) ed una corrispondente in sommità (tipicamente un profilato commerciale) ed ha la capacità di depositare e prelevare le merci da/a una scaffalatura per trasferirle da/a le periferie.
Il trasloelevatore per colli in cartone e/o cassettine in plastica è identificato più precisamente con il termine di miniload e viene utilizzato per lo stoccaggio di minuterie, accessori, prodotti di piccole e medie dimensioni.
Riguardo ai sistemi per pallet, nella maggior parte degli impianti ogni trasloelevatore percorre una corsia con moto rettilineo alternativo portando o prelevando nella/nelle testate le UDC.
Non tutti i produttori infatti propongono i sistemi sterzanti, nei quali il trasloelevatore può invece cambiare corsia mediante:
- un tratto curvo nella testata che gli consente di servire due corsie (percorso ad U);
- un sistema di scambi e tratti curvi in testata che consente ad ogni trasloelevatore di servire qualsiasi corsia.

Con i sistemi sterzanti si può :
- ridurre l'investimento per realizzare magazzini automatici a più corsie con cadenze d'esercizio che non giustificano un trasloelevatore per corridoio (circa un pallet al minuto per ogni macchina);
- semplificare l'handling, in quanto la macchina nella testata si dispone ortogonalmente alle corsie permettendo lo scambio delle UDC direttamente con l'organo di presa anziché i più costosi sistemi di rulliere/catene/navette;
- conferire più sicurezza e flessibilità al magazzino perché nei momenti di manutenzione/guasto di un trasloelevatore rettilineo tutte le merci della sua corsia sono bloccate, mentre in un sistema a trasloelevatori sterzanti con scambi, il trasloelevatore in avaria si può spostare in regime degradato o manuale nella postazione di manutenzione ed il magazzino può ripartire in automatico con il/i trasloelevatori restanti su tutto il display di merci.

## Classificazione
I magazzini automatici si differenziano per:
- La tipologia di unità di carico che movimentano: 
  - pallet, scatole
  - contenitori
  - cassoni
  - vassoi
  - unità speciali

- Il peso dell'unità di carico: 
  - carichi leggeri (fino a 100 kg)
  - medi (intorno ai 500 kg)
  - pesanti (da 1.000 kg a 5.000 kg e oltre)

- La tipologia di stoccaggio: 
  - semplice profondità
  - multiprofondità

- La tipologia dell'organo di presa: 
  - forcole telescopiche

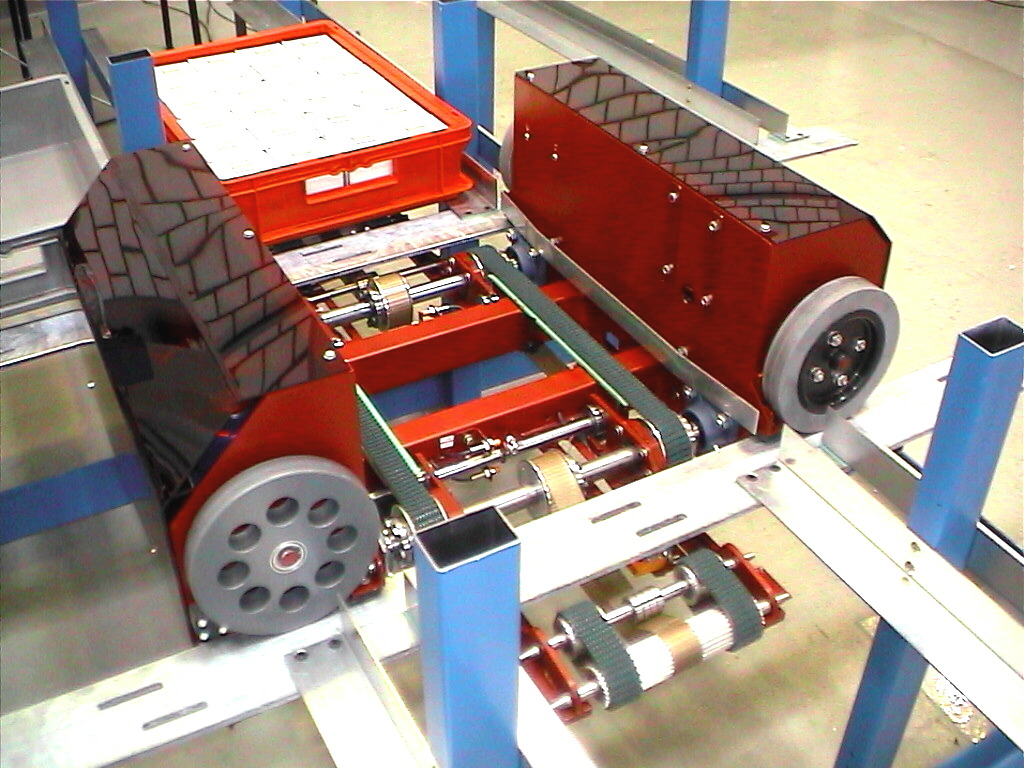
Satellite di un magazzino automatico

  - trascinamento a cinghia (tipico dei miniload)
  - satellite
  - presa a rebbo (tipico dei miniload), ecc.

- La posizione nel flusso logistico aziendale: 
  - materie prime
  - semilavorati
  - prodotti finiti
  - ricambi e vari di consumo

## Sistemi di controllo
Tutti i magazzini automatici sono dotati di sistemi di controllo automatici, abitualmente vengono suddivisi in due livelli:
Il primo livello è quello deputato al controllo dell'automazione e di norma è realizzato con PLC, controlli assi CNC e PC di campo. 
Il secondo livello invece ha il compito di gestire le logiche, le missioni e le informazioni relative alle UDC. Questo livello abitualmente viene ulteriormente suddiviso in due strati:
WCS (warehouse control system), cioè il software che occupa di gestire le missioni e le ottimizzazioni delle macchine, in sostanza invia i comandi esecutivi alle varie parti di impianto. 
WMS (warehouse management system), cioè il software che gestisce i dati delle UDC, le logiche di stoccaggio ed estrazione, l'esecuzione delle liste di prelievo, ecc. Inoltre questo modulo software oltre a mandare comandi al WCS si interfaccia con l'ERP dell'azienda da cui riceve le anagrafiche e le richieste di prelievo. 

## Altri tipi di sistemi automatici di magazzino
Il magazzino automatico a forcole per flusso pallet può essere realizzato anche mediante carrelli elevatori senza conducente. In quel caso le macchine sono dotate di ruote sterzanti in vulkollan che scorrono su di un pavimento industriale (che nel caso di sistemi a corsie strette mediante carrelli bi/trilaterali deve rispondere a severi requisiti di planarità e resistenza all'usura).
Anziché le guide in carpenteria a terra ed in sommità, i carrelli bi/trilaterali sono guidati nelle corsie e nelle testate da diversi sistemi :
- induzione magnetica(filoguida);
- laser (percorso teorico memorizzato a bordo macchina e triangolazione di segnali laser emssi e riflessi su un sistema di specchi);
- guida inerziale (combinazione di encoder sulle ruote, giroscopio, magneti interrati, percorso teorico memorizzato a bordo macchina);
- ANT (le teste laser che scandagliano le aree circostanti il carrello, oltre alla funzione di arresto di sicurezza, riconoscono dei punti fissi che utilizzano per la navigazione).

Questi impianti sono adatti a densità di stoccaggio vicine a quelli con trasloelevatori ma con cadenze pallet più basse dei trasloelevatori. I carrelli bi/trilaterali possono prelevare e depositare le UDC in determinate posizioni a terra o su trespoli potendo così risparmiare sull'handling di testata e, a volte, semplificando il lay-out. 
Con una minore densità di stoccaggio ed una maggiore flessibilità di lay-out, i carrelli automatici possono essere anche di tipo contrappesato frontale (una derivazione del tipico "muletto") con corridoi di manovra intorno ai 4 metri e sollevamento fino a 4-5 metri oppure a forche retrattili con corridoi di manovra intorno ai 3 metri e sollevamenti maggiori fino a 7-8 metri con pallet leggeri.
Un altro tipo di magazzino automatico per merci non palletizzate è il magazzino verticale, che consiste in un armadio chiuso contenente due diversi tipi di handling:
- una serie di caselle a dimensioni e passo fisso che ruotano in senso solidali a due catene mosse da motori elettrici;
- una serie di vassoi di dimensioni fisse (in un range tipico da 80x60 fino a 450x130) a passo verticale variabile a seconda del materiale che si deposita, che possono essere dotati di spondine perimetrali e divisori, appoggiati a due ordini di mensole che vengono prelevati/depositati e traslati da una specie di miniload interno a due assi nei magazzini monocolonna o tre assi nei magazzini multicolonna.

Il sistema di handling porta il vassoio o le caselle in una baia dove l'operatore può consultare/inserire/prelevare gli oggetti contenuti.

## Robotizzazione

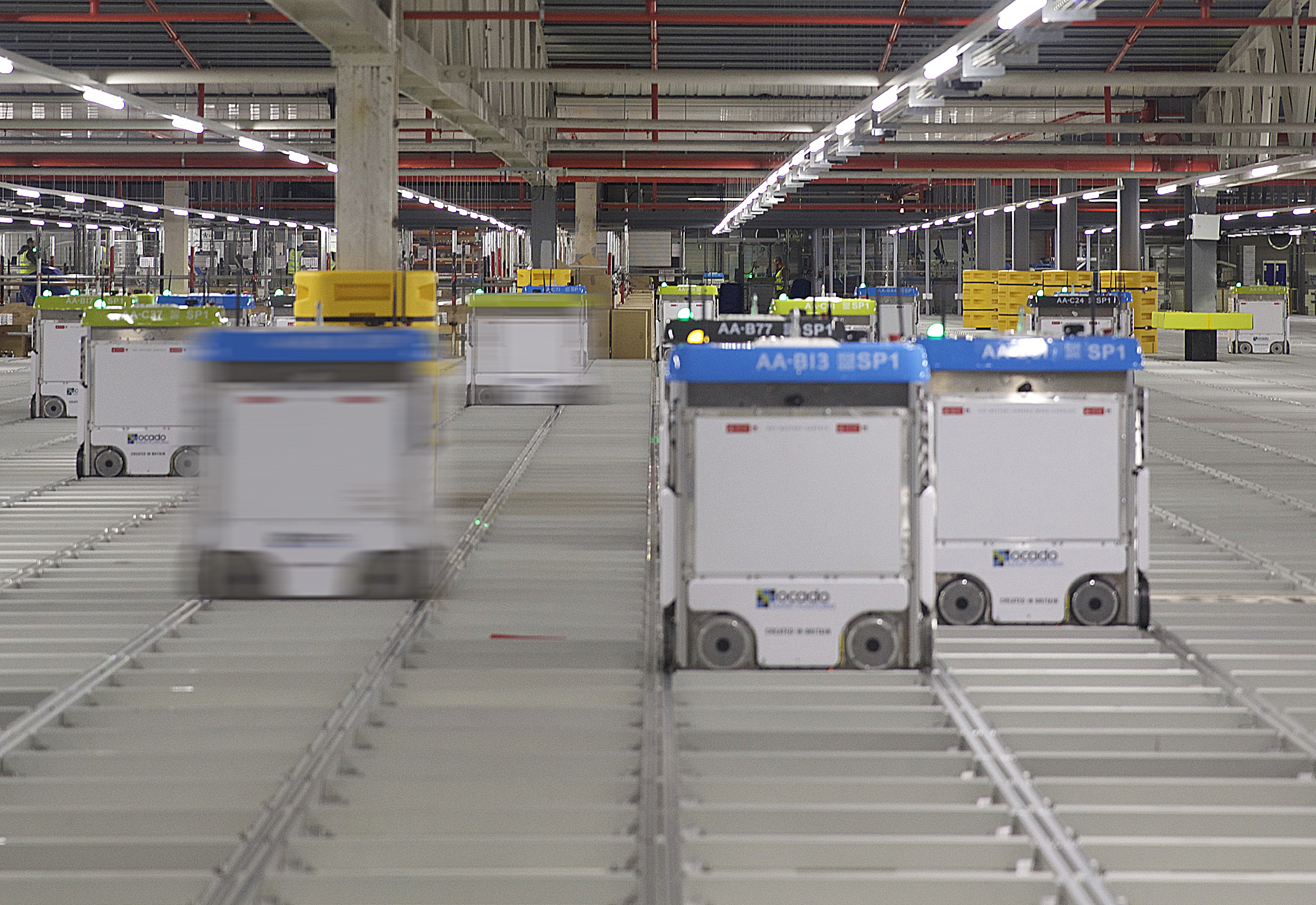
Robot in un magazzino automatico di un supermercato

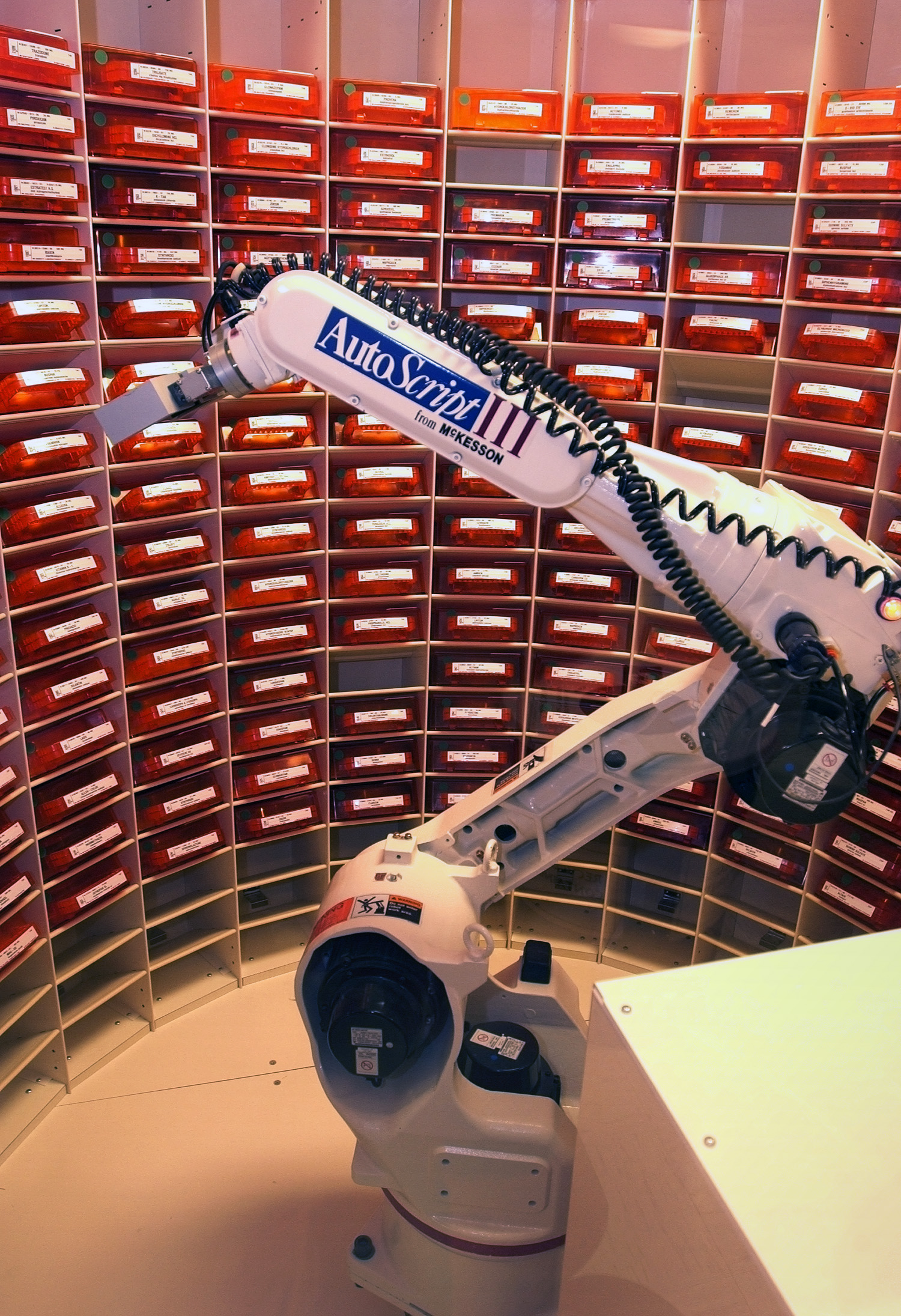
Un robot preleva un contenitore di farmaci in un magazzino automatico al National Naval Medical Center di Bethesda, Maryland.

Nel secondo decennio del XXI secolo sono comparsi sul mercato i primi modelli robotizzati dotati di arti superiori e inferiori (piuttosto che di carrello con braccio meccanico), radar/computer vision o sensori, e capaci di riconoscere i prodotti, svolgere operazioni di carico e scarico dal camion/scaffali/carrelli elevatori, posizionamento delle unità di carico negli scaffali, handling e picking dell'ordine.